# Желіховська Віра Петрівна
Віра Петрівна Ган, у шлюбі Желіхівська (17 [29] квітня 1835, Катеринослав — 5 [17] травня 1896, Санкт-Петербург) — російськомовна письменниця.

## Біографія
Віра Ган народилася 17 (27) квітня 1835 року у Катеринославі в сім'ї військового. Мати — Олена Андріївна Ган, письменниця. Сестра — О. П. Блаватська, засновниця теософічного руху. По лінії матері була нащадком великого князя Київського Ярослава Мудрого. Сім'я часто змінювала місце проживання, жили в Україні, Астрахані, Саратові, на Кавказі. Дівчинка отримала хорошу домашню освіту. У 1842 р. у віці 28 років в Одесі померла мати. Дітей відвезли до Саратова, де їхній дід — А. М. Фадеєв — був губернатором. Олена і Віра систематично навчалися дома. У травні 1847 р. в зв'язку із зміною місця роботи А. М. Фадєєва діти переїхали до батька у Тифліс. За кілька років дівчата об'їздили весь Кавказ, оглянули багато старовинних фортець, побували на мінеральних джерелах.
У 1855 одружилася з Н. Н. Яхонтовим (брат поета А. Н. Яхонтова). Перший шлюб продовжувався. Маючи двох синів від першого шлюбу, вона народила ще трьох дочок. Віра Желіховська була енергійною помічницею чоловікові у справі освіти та відкриття нових шкіл і гімназії. Тяжка хвороба і смерть чоловіка та необхідність виховувати п'ятьох дітей змушували шукати сталого заробітку. Ним стало перо. Віра Петрівна віддала дітям своє життя, свої сили і талант, розвинути який у повну силу не було можливості через щоденну літературну працю. Їй доводилося працювати на замовлення, віддаючи свої оповідання в різні газети і журнали. Писала вона і романи, повісті, оповідання для дітей, фейлетони, кореспонденції, підкоряючись суворій життєвій необхідності. Незважаючи на такі суворі умови і обставини написання, всі без винятку її твори написані прекрасною мовою, мають цікавий сюжет.
Вона співчувала іншим. Незважаючи на власні обмежені засоби, Віра Петрівна багатьом надавала матеріальну допомогу.
Померла в Петербурзі 5 (17) травня 1896 року. Її тіло (за заповітом) повезли до Одеси і поховали поряд із могилами матері та сина.

## Творчість
Десятилітня Віра розпочала вести щоденник, записувала до нього все, що запам'ятала з ранніх літ. Щоденники стали згодом основою для написання двох книг: «Коли я була маленькою» і «Мое отроцтво». Ці книги витримали відповідно сім і шість видань, що свідчить про їхню велику популярність. Успадкувавши літературний талант матері О. А. Ган, вона писала невеличкі дитячі оповідання. В 1872 році опублікувала перше оповідання «Алаверди і Яхшиєл», присвячене відвідинам тифліської гімназії письменником В. О. Сологубом. Цікавий сюжет, опис екзотичного побуту кавказьких народів викликали інтерес у читачів і забезпечили успіх. Оповідання для дітей зібрані в книгу «Непояснюване чи непояснене», які друкувалися з 1787 р. в журналі «Сім'я і школа». Водночас В. П. Желіховська співробітничала з редакціями газет «Кавказ» і «Тифліський аркуш». Після смерті другого чоловіка в 1880 р., залишившись майже без засобів для існування, Віра Петрівна переїхала до Одеси, а в 1885 р. — до Петербургу і повністю присвятила себе літературній праці. Вона співробітничала майже з усіма дитячими журналами і товстими журналами, столичними газетами. Віра Желіховська — автор низки оповідань: «За пригодами»; «Як я була маленькою»; «Моє отроцтво»; «Кавказькі розповіді». Їй же належить ряд повістей і романів, які друкувалися в «Російському Віснику» і «Російському огляді». З драматичних п'єс відомі: «Хто злочинниця» (Одеса, 1883), «Назвався грибом — лізь у кошик» (СПб., 1886) і «На забур'яненому ґрунті»(Літературна додаток «Громадянина», 1887, книга II), «Кавказ і Закавказзя» (1885); «Наші воїни православні» (1886), «Забуті герої» (1888). Фантастичні твори — повість «Майя» (1893), збірник «Фантастичні оповідання» (1896), написані в романтичній традиції. Желіховський належать розповіді про загадкові явища людської психіки. Інтерес до парапсихології також відбився в книзі «Незрозумілий або пояснене» (1885). Віра Петрівна написала також мемуари про свою матір, письменницю О. А. Ган.